# Bercy Village

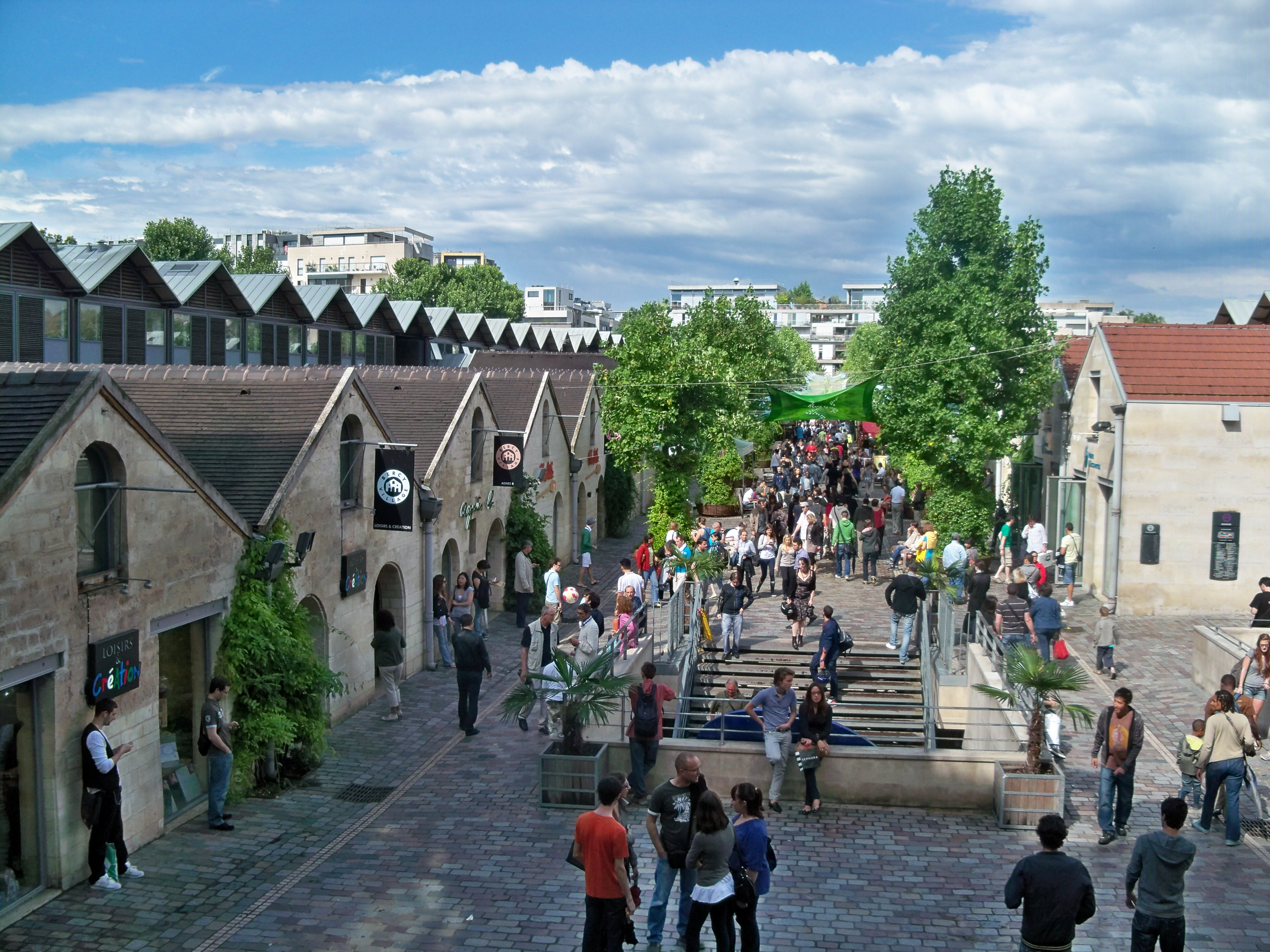
Bercy Village

Bercy Village (česky Vesnice Bercy) je obchodní centrum v Paříži ve 12. obvodu. Je spravováno společností Altarea Cogedim.

## Historie
Centrum vzniklo na místě bývalých vinných skladů a sklepů ve čtvrti Bercy, které jsou od roku 1986 chráněné jako historická památka. Místo bylo v 19. a na počátku 20. století důležitým trhem s vínem, které bylo do Paříže dováženo z jižní Francie.
Čtvrť Bercy byla renovována od 80. let 20. století otevřením Palais omnisports de Paris-Bercy v roce 1984, postavením nové budovy Ministerstva financí a vybudováním parku Bercy v letech 1993–1997.
Bercy Village byla dokončena v roce 2001 a nyní má asi třicet obchodů a restaurací, součástí je multikino Ciné Cité Bercy.